# パオ・ユーチャン
パオ・ユーチャン（簡体字: 鲍有祥; 繁体字: 鮑有祥; 拼音: Bào Yǒuxiáng、ワ語：Tax Log Pang (中国式正書法: Dax Lōug Bang)、ビルマ語: ပေါက်ယူချန်）は、現在のワ州人民政府主席、ワ州連合党総書記、ワ州連合軍総司令官である。

## 生い立ち
バオ・ユーチャンは、1949年にシャン州北部のワ族の村、クンマー（昆馬）でワ族の首長のもとに生まれた。パオは8人兄弟の6番目の子どもであった。パオの一家は、国民党軍の「岩城王」として知られるチュー・ホンチャイ（繁体字: 屈鴻齋）の部隊による追撃を逃れるため、1959年に中国の滄源県へと引っ越した。そこで、パオは現地の岩丙小学校に通い、1961年にクンマーと戻った。1964年、パオは15歳にして結婚し、2年後の1966年には父親の従弟（堂叔）にあたる鮑三板の組織したクンマー遊撃隊に参加し、副隊長を務めた。

## 軍歴

### ビルマ共産党 (1969–1989)
パオは1969年10月にビルマ共産党（CPB）の武装組織に加わった。彼はクンマーの大隊長となり、そして昇進を重ねて李自如が指揮する第683旅団の副司令官となった。1985年、パオはチャオ・ニーライと共に党大会において中央委員に就任した。
1989年4月16日の夜、長引く戦争に嫌気が差したワ族のチャオ・ニーライやパオ・ユーチャンらワ族の下士官らからなる反乱部隊はパンカンのCPB本部を占領し、CPB幹部を追放した。同年5月、チャオ・ニーライとパオ・ユーチャンのワ族反乱分子はビルマ民族民主連合党とビルマ民族民主連合軍を組織した。チャオ・ニーライは総書記に、パオ・ユーチャンは総司令官となった。同年5月18日、ミャンマー軍情報部のトップであったキン・ニュンにより、国家法秩序回復評議会（SLORC）との間で口頭の停戦合意が締結された。

### ワ州連合軍（1989年～現在）
1989年11月、ワ民族評議会（WNC）との合併により、ビルマ民族民主連合党とビルマ民族民主連合軍はワ州連合党とワ州連合軍となった。1994年にチャオ・ニーライが脳卒中で不髄状態になったため、パオが事実上の党主席となったが、正式に党主席に就任したのは2004年4月17日の停戦条約締結15周年の際であった。
2005年、パオ・ユーチャンは調理が不十分な肉を食べたことから健康状態が悪化し、兄のパオ・ヨウイーが事実上の補佐となった。
2015年、パオはテイン・セイン政権のミャンマー政府に対し、少数民族武装集団との恒久的な停戦協定と引き換えに、ミャンマーの少数民族グループにより多くの自治権を与えるよう要求した。

## 関連
- ミャンマー内戦

### 中国語文献
- 鍾儱徽 (2022). 我的鴉片戰爭：金三角禁毒之路. 台北: 暖暖書屋. ISBN 9786269610594

### 英語文献
- Kramer, Tom (2007). The United Wa State Party: Narco-army or Ethnic Nationalist Party?. Washington, DC: East-West Center. ISBN 9789812304919
- Lintner, Bertil (1990). The rise and fall of the Communist Party of Burma (CPB). Ithaca, NY: Southeast Asia Program, Cornell Univ. ISBN 9780877271239
- Lintner, Bertil (1999). Burma in Revolt: Opium and Insurgency since 1948. Chiang Mai: Silkworm. ISBN 9789747100785
- Ong, Andrew (2023). Stalemate: Autonomy and Insurgency on the China-Myanmar Border. Ithaca, NY: Cornell University Press. ISBN 9781501769139